# Bashkim Kadrii
Bashkim Kadrii (Kopenhagen, 9 juli 1991) is een Deens-Macedonisch voormalig voetballer die doorgaans speelde als linksbuiten. Tussen 2005 en 2024 was hij actief voor Boldklubben 1893, Odense BK, FC Kopenhagen, Minnesota United, Randers FC, opnieuw Odense BK, Al-Fateh en opnieuw Odense BK. Kadrii maakte in 2011 zijn debuut in het Deens voetbalelftal.

## Clubcarrière
Kadrii begon zijn carrière bij Boldklubben 1893, waarvoor hij in de Tweede Divisie Oost speelde. Hij scoorde achttien keer in dertig wedstrijden. Door zijn prestaties stond hij onder interesse van Borussia Dortmund en Odense BK. De aanvaller koos uiteindelijk voor Odense, waar hij een vierjarige verbintenis ondertekende. Hij maakte zijn debuut op 26 augustus, toen in de UEFA Europa League met 0–1 werd verloren van Motherwell. Zijn eerste doelpunt volgde op 7 maart 2011, tegen AC Horsens (2–1 nederlaag).
In de zomer van 2014 tekende Kadrii voor vier jaar bij FC Kopenhagen, waar hij rugnummer 9 kreeg. In februari 2017 huurde Minnesota United hem tot het einde van seizoen. In de zomer van 2017 werd Kadrii opnieuw verhuurd; Randers FC nam hem voor de duur van één jaar over. Na afloop van deze verhuurperiode keerde Kadrii op definitieve basis terug bij Odense BK, waar hij zijn handtekening zette onder een verbintenis voor de duur van vier seizoenen.
Kadrii verkaste in januari 2020 naar Al-Fateh. Na een jaar keerde hij weer terug naar Odense BK. Kadrii besloot in de zomer van 2024 op drieëndertigjarige leeftijd een punt achter zijn actieve loopbaan te zetten.

## Clubstatistieken
| Seizoen | Club               | Competitie          | Competitie | Competitie | Beker | Beker | Internationaal | Internationaal | Totaal | Totaal |
| Seizoen | Club               | Competitie          | Wed.       | Dlp.       | Wed.  | Dlp.  | Wed.           | Dlp.           | Wed.   | Dlp.   |
| ------- | ------------------ | ------------------- | ---------- | ---------- | ----- | ----- | -------------- | -------------- | ------ | ------ |
| 2010/11 | Odense BK          | Superligaen         | 21         | 1          | 1     | 0     | 6              | 0              | 28     | 1      |
| 2011/12 | Odense BK          | Superligaen         | 32         | 7          | 1     | 0     | 8              | 1              | 41     | 8      |
| 2012/13 | Odense BK          | Superligaen         | 33         | 5          | 3     | 0     | —              | —              | 36     | 5      |
| 2013/14 | Odense BK          | Superligaen         | 12         | 5          | 0     | 0     | —              | —              | 12     | 5      |
| 2014/15 | FC Kopenhagen      | Superligaen         | 8          | 2          | 0     | 0     | 6              | 1              | 14     | 3      |
| 2015/16 | FC Kopenhagen      | Superligaen         | 18         | 1          | 3     | 0     | 0              | 0              | 21     | 1      |
| 2016/17 | FC Kopenhagen      | Superligaen         | 1          | 0          | 0     | 0     | 2              | 0              | 3      | 0      |
| 2017    | → Minnesota United | Major League Soccer | 11         | 0          | 1     | 0     | —              | —              | 12     | 0      |
| 2017/18 | → Randers FC       | Superligaen         | 22         | 6          | 6     | 1     | —              | —              | 28     | 7      |
| 2018/19 | Odense BK          | Superligaen         | 27         | 10         | 2     | 0     | —              | —              | 29     | 10     |
| 2019/20 | Odense BK          | Superligaen         | 20         | 10         | 1     | 0     | —              | —              | 21     | 10     |
| 2020    | Al-Fateh           | Saudi Pro League    | 14         | 2          | 0     | 0     | —              | —              | 14     | 2      |
| 2020/21 | Odense BK          | Superligaen         | 14         | 6          | 1     | 0     | —              | —              | 15     | 1      |
| 2021/22 | Odense BK          | Superligaen         | 28         | 1          | 8     | 2     | —              | —              | 36     | 3      |
| 2022/23 | Odense BK          | Superligaen         | 25         | 8          | 0     | 0     | —              | —              | 25     | 8      |
| 2023/24 | Odense BK          | Superligaen         | 31         | 7          | 2     | 0     | —              | —              | 33     | 7      |
| Totaal  | Totaal             | Totaal              | 317        | 71         | 29    | 3     | 22             | 2              | 368    | 76     |

## Interlandcarrière
Kadrii debuteerde in het Deens voetbalelftal op 10 augustus 2011. Op die dag werd een vriendschappelijke wedstrijd tegen Schotland met 2–1 verloren. De vleugelspeler moest van bondscoach Morten Olsen op de bank beginnen en viel een kwartier voor tijd in voor Michael Krohn-Dehli. De andere Deense debutant dit duel was Nicolai Boilesen (Ajax).
| Interlands van Bashkim Kadrii voor Denemarken | Interlands van Bashkim Kadrii voor Denemarken | Interlands van Bashkim Kadrii voor Denemarken | Interlands van Bashkim Kadrii voor Denemarken | Interlands van Bashkim Kadrii voor Denemarken | Interlands van Bashkim Kadrii voor Denemarken |
| №                                             | Datum                                         | Wedstrijd                                     | Uitslag                                       | Competitie                                    | Goals                                         |
| Als speler bij Odense BK                      | Als speler bij Odense BK                      | Als speler bij Odense BK                      | Als speler bij Odense BK                      | Als speler bij Odense BK                      | Als speler bij Odense BK                      |
| --------------------------------------------- | --------------------------------------------- | --------------------------------------------- | --------------------------------------------- | --------------------------------------------- | --------------------------------------------- |
| 1                                             | 10 augustus 2011                              | Schotland – Denemarken                        | 2 – 1                                         | Vriendschappelijk                             |                                               |

## Erelijst
| Superligaen | 1 | 2015/16          |
| DBU Pokalen | 2 | 2014/15, 2015/16 |